# Deathwish Inc.
La Deathwish Inc. è un'etichetta discografica indipendente statunitense, fondata da Jacob Bannon di Converge e Tre McCarthy 1999. L'etichetta ha sede in Salem, ha prodotto principalmente band dal hardcore punk, punk rock, metalcore e emo.

## Artisti della Deathwish Inc.

### Attuale
- AC4[3]
- Birds in Row
- Bitter End
- Blacklisted[1]
- Code Orange Kids
- Cold Cave
- Cold World
- Converge
- Deafheaven
- Doomriders
- Heiress
- The Hope Conspiracy
- Integrity
- Lewd Acts
- Living Eyes
- Loma Prieta
- Oathbreaker
- Narrows
- New Lows
- Punch
- Rise and Fall[1]
- Rot In Hell
- Self Defense Family
- Starkweather
- Touché Amoré
- Victims
- Whips/Chains

### Precedenti
- 100 Demons
- 108
- Acid Tiger
- A Life Once Lost
- The Blinding Light
- Boysetsfire[1]
- Breather Resist
- Carpathian
- The Carrier
- Ceremony
- Coliseum
- Cursed
- Damage
- The Dedication
- Embrace Today
- Extreme Noise Terror
- First Blood[1]
- Give Up the Ghost
- The Great Deceiver
- Hellchild
- Holyghost
- Horror Show
- I Hate You
- Irons
- Jacob Bannon
- Jesuseater
- Life Long Tragedy
- Killing The Dream
- Knives Out
- Modern Life Is War
- The Power and The Glory
- The Promise
- Pulling Teeth
- Razor Crusade
- Reach the Sky
- Reign Supreme
- Ringworm
- Shipwreck A.D.
- So Be It
- Some Girls
- The Suicide File
- Terror
- Trap Them
- United Nations